# 薩德勒角
64°42′S 62°4′W / 64.700°S 62.067°W
薩德勒角是南極洲的海岬，位於葛拉漢地的威爾米納灣，處於加納林角以東4公里，該海岬由比利時探險隊繪入地圖，以英國的熱氣球氣行員命名。